# Casey Grillo
Casey Grillo, född den 16 oktober 1976 i Enid, Oklahoma, är en amerikansk trummis. Sedan 1997 spelar han i power/progressive metal-bandet Kamelot, där han ersatte ursprungsmedlemmen Richard Warner.  
Casey Grillo använder GMS Drums, Meinl Cymbals, Vic Firth sticks och DW pedals.

## Diskografi (urval)
Studioalbum med Kamelot
- Siége Perilous (1998)
- The Fourth Legacy (1999)
- Karma (2001)
- Epica (2003)
- The Black Halo (2005)
- Ghost Opera (2007)
- Poetry for the Poisoned (2010)
- Silverthorn (2012)
- Haven (2015)

Annat
- Continuum in Extremis (med Consortium Project) (2001)
- Terra Incognita (The Undiscovered World) (med Consortium Project) (2003)
- Almah (med Almah, Edu Falaschi) (2006)
- Festival (med Jon Oliva's Pain) (2010)
- Facing Your Enemy (med At Vance) (2012)